# Lerista desertorum
Lerista desertorum este o specie de șopârle din genul Lerista, familia Scincidae, descrisă de Sternfeld 1919. Conform Catalogue of Life specia Lerista desertorum nu are subspecii cunoscute.